# Martin Maingaud
Martin Maingaud (né à Paris pendant le XVIIe siècle, fl. 1692-c.1725, mort en 1725) est un portraitiste français. 

## Biographie
Martin Maingaud naît à Paris pendant le XVIIe siècle.
Il est actif de 1692 à 1724. Pendant cette période, il peint des portraits à Paris, Munich, Hanovre et Bruxelles. Par exemple, il se rend en 1699 à la cour de l'électeur Maximilien-Emmanuel de Bavière pour peindre des membres de sa famille et de la cour. 

« Parmi ses oeuvres les plus réussies figure une série de portraits des enfants de Maximilien II Emmanuel, réalisée en 1703. »

— Montgelas
Il meurt en 1725.
Ses portraits ont inspiré d'autres portraitistes : John Simon, Jacobus Houbraken, Guillaume Philippe Benoist et Isaac Taylor.

## Œuvres

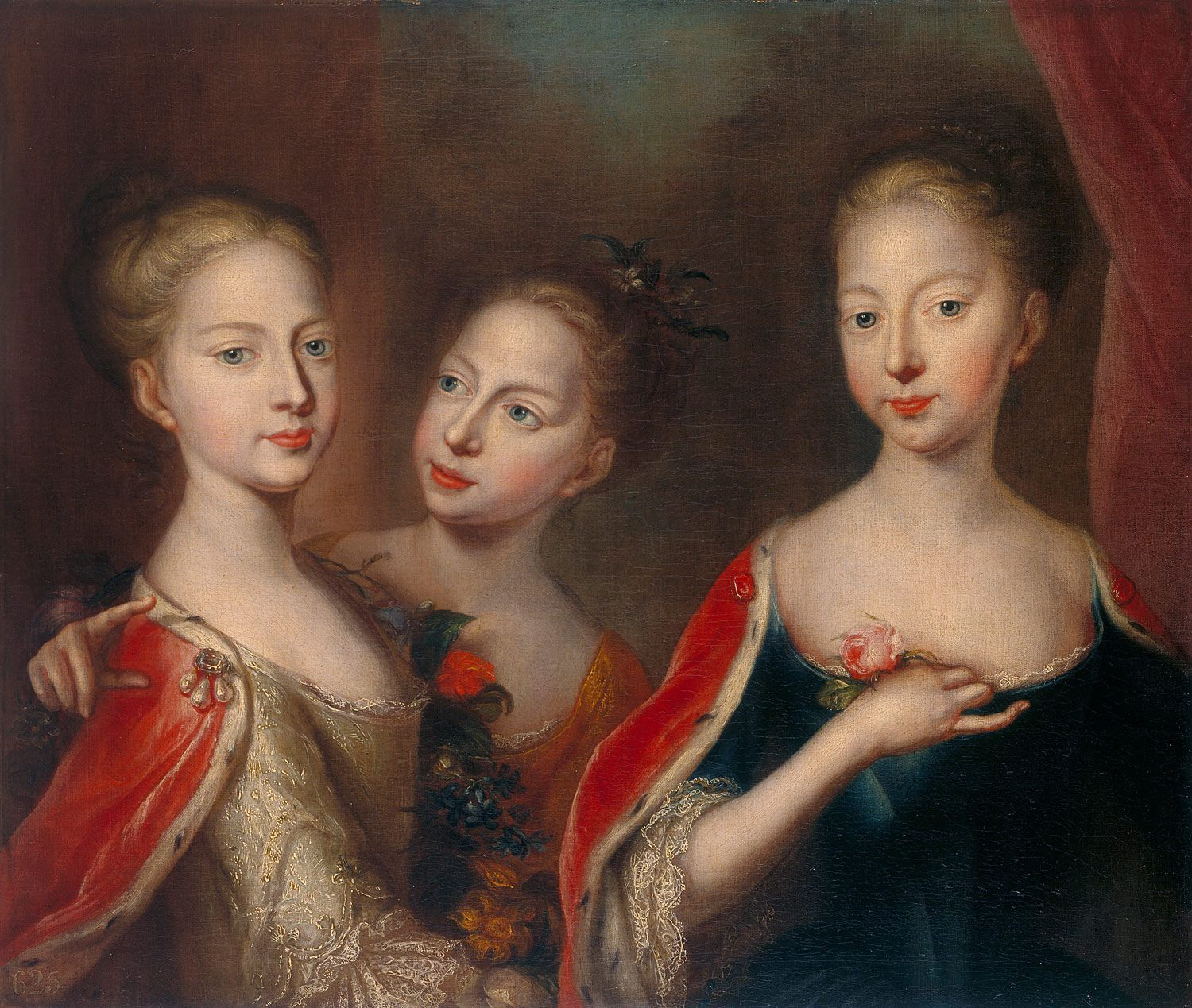
Portrait des princesses Anne, Amélie et Caroline, par Martin Maingaud.

- Princesses Anne, Amelia and Caroline, 1721[6]
- Countess Sophia of Platen and Hallermund, 1722[7]
- Henri (1648–1720), Marquis de Ruvigny, Later…[8]
- Ruvigny, Earl of Gallway, standing three-quarter length, wearing armour, a cavalry battle scene beyond[7],
- General George Carpenter, 1st Baron Carpenter of Killaghy, 1723[7]
- Lord George Hamilton, Earl of Orkney, 1724[7]
- The Three Daughters of George I[7]
- Equestrian Portrait of a Gentleman, Probably Mr. Glover, Dancing Master in London, 1725–1725[7]
- A Group Portrait of Three Young Ladies, Three-Quarter Length, At an Open Window, in Satin Gowns...1721[7]

Maingaud a peint plusieurs autres toiles.